# جیماکس
کارلو فرانچی (ایتالیایی: Carlo Franchi؛ زادهٔ ۱ ژانویهٔ ۱۹۳۸ در میلان)، که با نام مستعار جیماکس (به ایتالیایی: Gimax) شناخته می‌شد، رانندهٔ سابق مسابقات اتومبیل‌رانی فرمول یک اهل ایتالیا است که در فصل ۱۹۷۸ در مجموع در یک گراند پری شرکت کرد، اما موفق به کسب هیچ امتیازی نشد.